# Malmö Centralposthuset
Malmø Centralposthus er et bygningsmonument ved Skeppsbron i bydelen Inre Hamnen i Malmø, Sverige. Centralposthuset opførtes i årene fra 1900 til 1906 i nationalromantisk stil nær Malmös centralstation og dampskibenes kajpladser.
Arkitekten var Ferdinand Boberg, en af den tid mest roste svenske arkitekter, som tidligere havde arbejdet med Centralposthuset i Stockholm. Træk fra arkitektens tidligere arbejde ses af bygningens arkitektoniske træk, kombineret med egenskaber hentet fra den lokale arkitektur. De strenge udekorerede murstensfacader er knyttet til den skånskdanske arkitekturtradition, og posthusets høje statur i mørke mursten har slægtskab med Københavns Rådhus, som byggedes kort inden centralposthuset. Et arkitekturelement typisk for Boberg er de to tårnes åbne udsigtskupler, som også findes på nogle af Bobergs værker i Stockholm – Rosenbad og LO-borgen.
Bygningen erklæredes byggnadsminne i 1935. Da posthuset ombyggedes i 1944 efter tegninger af Erik Lallerstedt, tilføjedes blandt andet vinduesrækken langs tagfoden. I dag ejes bygningen af et ejendomsselskab, og posten deler lokalerne med andre lejere.